# Санту-Алейшу
Санту-Алейшу (порт. Santo Aleixo) — район (фрегезия) в Португалии, входит в округ Порталегре. Является составной частью муниципалитета Монфорте. По старому административному делению входил в провинцию Алту-Алентежу. Входит в экономико-статистический субрегион Алту-Алентежу, который входит в Алентежу. Население составляет 787 человек на 2001 год. Занимает площадь 58,48 км².